# (2327) Gershberg
(2327) Gershberg es un asteroide que forma parte del cinturón de asteroides y fue descubierto el 13 de octubre de 1969 por Bela Alekséyevna Burnasheva desde el Observatorio Astrofísico de Crimea en Naúchni.

## Designación y nombre
Gershberg se designó inicialmente como 1969 TQ4.
Más tarde fue nombrado en honor del astrónomo ruso Roald Evguénevich Gershberg.

## Características orbitales
Gershberg está situado a una distancia media del Sol de 2,368 ua, pudiendo acercarse hasta 2,06 ua y alejarse hasta 2,676 ua. Su inclinación orbital es 4,039° y la excentricidad 0,1301. Emplea en completar una órbita alrededor del Sol 1331 días.